# TERCOM
TERCOM 또는 지형대조항법은 순항 미사일의 항법 방식이다. TERCOM(지형대조)은 CEP 30m, DSMAC(영상대조)는 CEP 3m의 정확도를 갖는다. 요즘에는, TERCOM(지형대조)과 DSMAC(영상대조)을 함께 재래식 정밀유도 미사일의 종말유도시스템으로 사용한다.

## 설명
1차적으로 관성항법에 의해 미사일의 위치를 판단한다. 2차적으로 미사일에 탑재된 전파 고도계를 이용, 전파로 측정한 고도와 사전에 미사일에 입력한 등고선 정보를 비교한다. 관성항법에 의한 고도의 차이를 수정하여, 정밀한 위치판단을 한다.
TERCOM에 의한 유도방법은 정밀도가 높고 적의 방해 전파에 영향을 받지 않는다는 특징을 가지고 있다. CEP는 30m 이내로 상당히 정확하다.

## 다른 항법 방식

### DSMAC
디지털영상대조항법(DSMAC)은 최근의 순항 미사일에 사용되는 항법 방식이다.
초기의 순항 미사일은 정찰위성이 촬영한 사진을 저장하지 않고, 정찰기가 촬영한 사진을 미사일에 저장하여, 짧은 시간 간격으로 다음 사진을 선택하여, 그 사진과 미사일 하부에 돌출된 카메라가 촬영하는 영상과 대조하였다. 그러나 비교속도가 매우 느려서, 실전에 사용되지 않았다. 대신에 TERCOM이 사용되었다.
1950년대에 이러한 영상대조방식이 개발되었으나, 당시엔 너무 느려서 TERCOM만이 사용되었다가, 컴퓨터 메모리와 CPU의 큰 발전에 힘입어, 1980년대부터 CCD 카메라로 찍은 방대한 디지털 영상정보를 미사일 컴퓨터의 대용량 메모리에 저장하여, 이를 미사일 외부에 달린 카메라로 찍은 영상과 대조하는 DSMAC가 채택되었다.
요즘에는 재래식 정밀유도 미사일의 종말유도시스템으로 DSMAC와 TERCOM을 함께 사용한다.
MGM-31B 퍼싱 II, SS-12, SS-23은 DSMAC의 액티브 레이더 유도 버전(digital correlator unit, DCU)을 사용한다. 정찰위성, 정찰기가 촬영한 레이더 지형 지도를, 미사일에 장착된 액티브 레이더가 촬영한 지형 지도와 비교해서 종말유도를 한다.

## 같이 보기
- DSMAC